# Liste der Monuments historiques in Meillers
Die Liste der Monuments historiques in Meillers führt die Monuments historiques in der französischen Gemeinde Meillers auf.

## Liste der Bauwerke

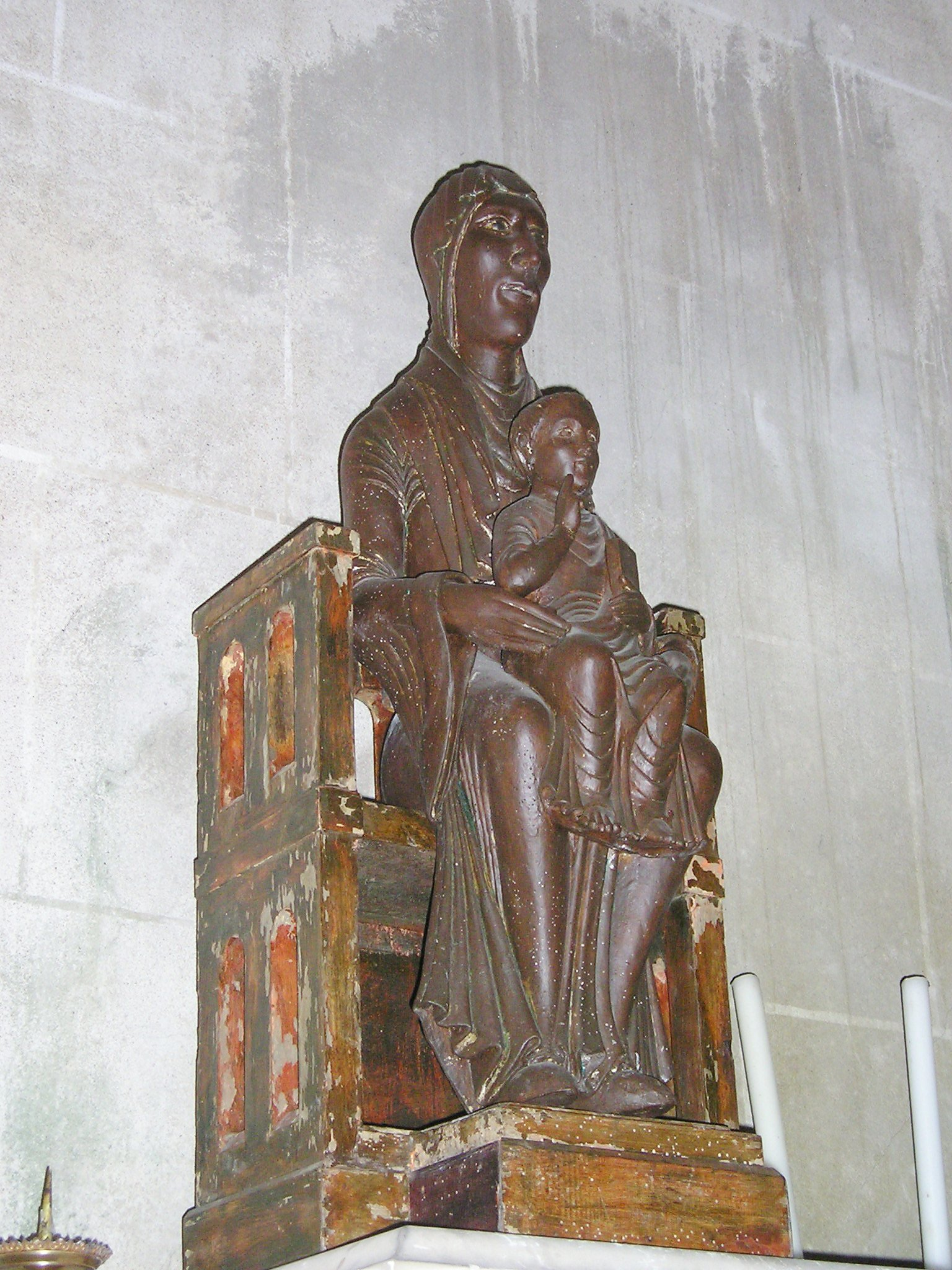
Madonna mit Kind aus dem 12. Jahrhundert (Monument historique)

| Bezeichnung                                     | Beschreibung                       | Standort | Kennzeichnung | Schutzstatus | Datum | Bild           |
| ----------------------------------------------- | ---------------------------------- | -------- | ------------- | ------------ | ----- | -------------- |
| Château de La Salle (Fotos in der Base Mérimée) | Schloss, erbaut im 13. Jahrhundert | (Lage)   | PA03000009    | Inscrit      | 2000  |                |
| Kirche St-Julien                                | Erbaut im 12. Jahrhundert          | (Lage)   | PA00093157    | Classé       | 1846  | weitere Bilder |

## Liste der Objekte
Zum Verständnis siehe: Kirchenausstattung
- Monuments historiques (Objekte) in Meillers in der Base Palissy des französischen Kultusministeriums